# Karkadann
Ne doit pas être confondu avec Karkadan.
Le Karkadann (de Kargadan, Perse : كرگدن seigneur du désert) est une créature légendaire qui vivrait dans les plaines de Perse et d'Inde. « Kargadan » signifie « rhinocéros » en persan. Les représentations de cet animal, basé à l'origine sur le Rhinocéros indien, existent dans l'art d'Inde du Nord. Ses caractéristique ont évolué pour prendre des éléments fabuleux au fil du temps.
Comme la licorne, il est subjugué par les femmes vierges et combat férocement les autres animaux.